# Mariana Câmpeanu
 (juin 2018).
Si vous disposez d'ouvrages ou d'articles de référence ou si vous connaissez des sites web de qualité traitant du thème abordé ici, merci de compléter l'article en donnant les références utiles à sa vérifiabilité et en les liant à la section « Notes et références ».
Mariana Câmpeanu (née le 1er mai 1948 à Balaci en République socialiste de Roumanie) est une femme politique roumaine. Elle fut ministre du Travail, de la Famille, de la Protection sociale et des Personnes âgées durant le gouvernement Popescu-Tăriceanu entre le 25 septembre 2008 et le 22 décembre 2008 puis durant les gouvernements Ponta I et II entre le 7 mai 2012 et le 5 mars 2014.